# Franco Paganelli
Franco Paganelli (Roma, 24 febbraio 1950) è un ex rugbista a 15 e dirigente sportivo italiano, in carriera attivo nel ruolo di tre quarti ala di S.S. Lazio e internazionale per l'Italia.

## Biografia
Franco nasce a Roma, in Italia.
Gioca a livello di club con S.S. Lazio tra gli anni settanta ed ottanta; terminata l'attività da giocatore entra a far parte del direttivo bianco-celeste in qualità di consigliere.
Il 21 maggio 1972 viene convocato in Nazionale per disputare la finale di ritorno di Coppa delle Nazioni 2ª divisione contro la Spagna, ad Ivrea; la 
partita terminò con un pareggio (6-6).